# Villa Collet
La villa Collet est une voie du 14e arrondissement de Paris, en France.

## Situation et accès
La villa Collet est une voie publique située dans le 14e arrondissement de Paris. Elle débute au 119, rue Didot et se termine en impasse. Encore pavée en 2014, cette voie possède à la fois des immeubles et des maisons de ville.

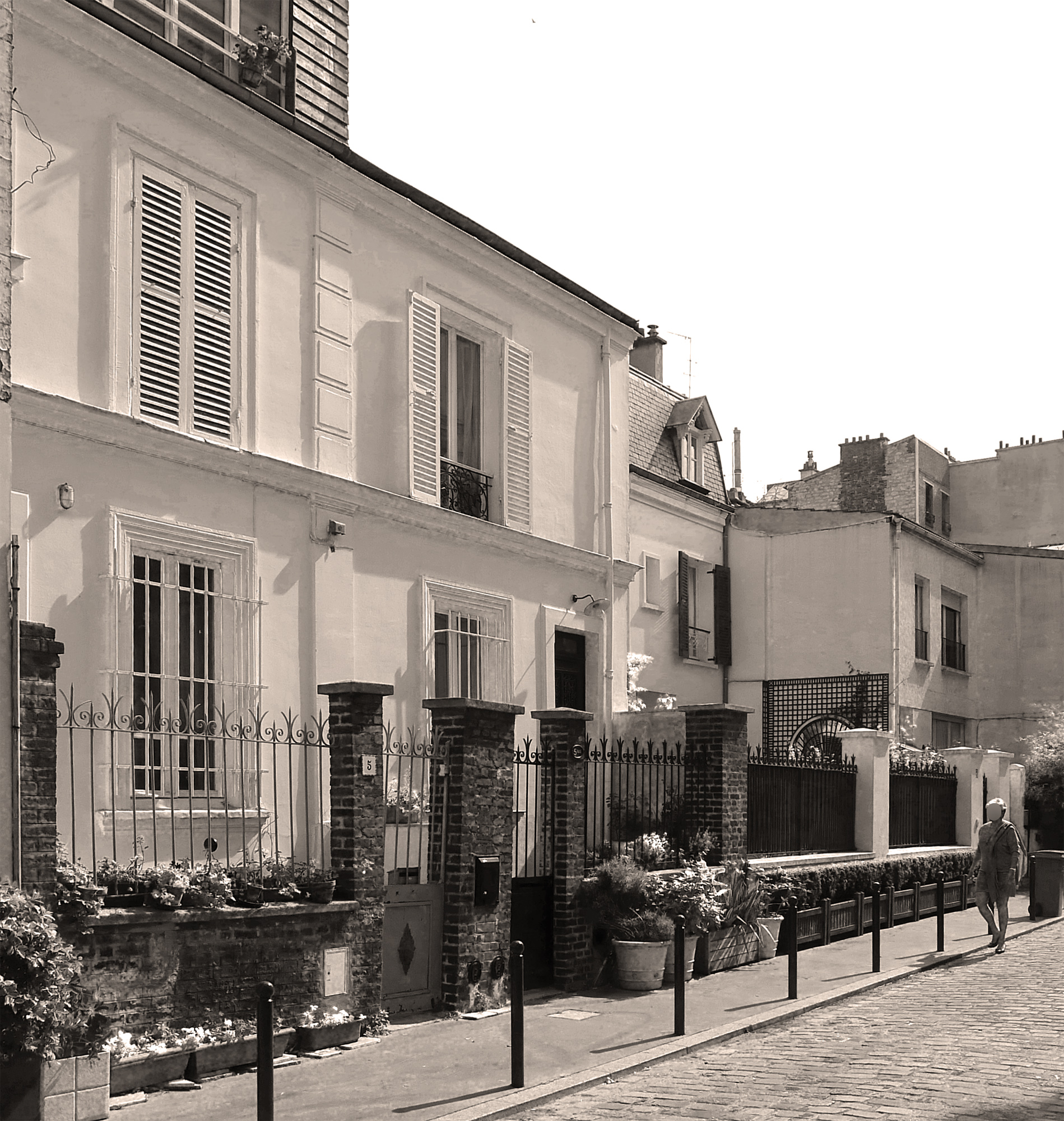
Maisons.
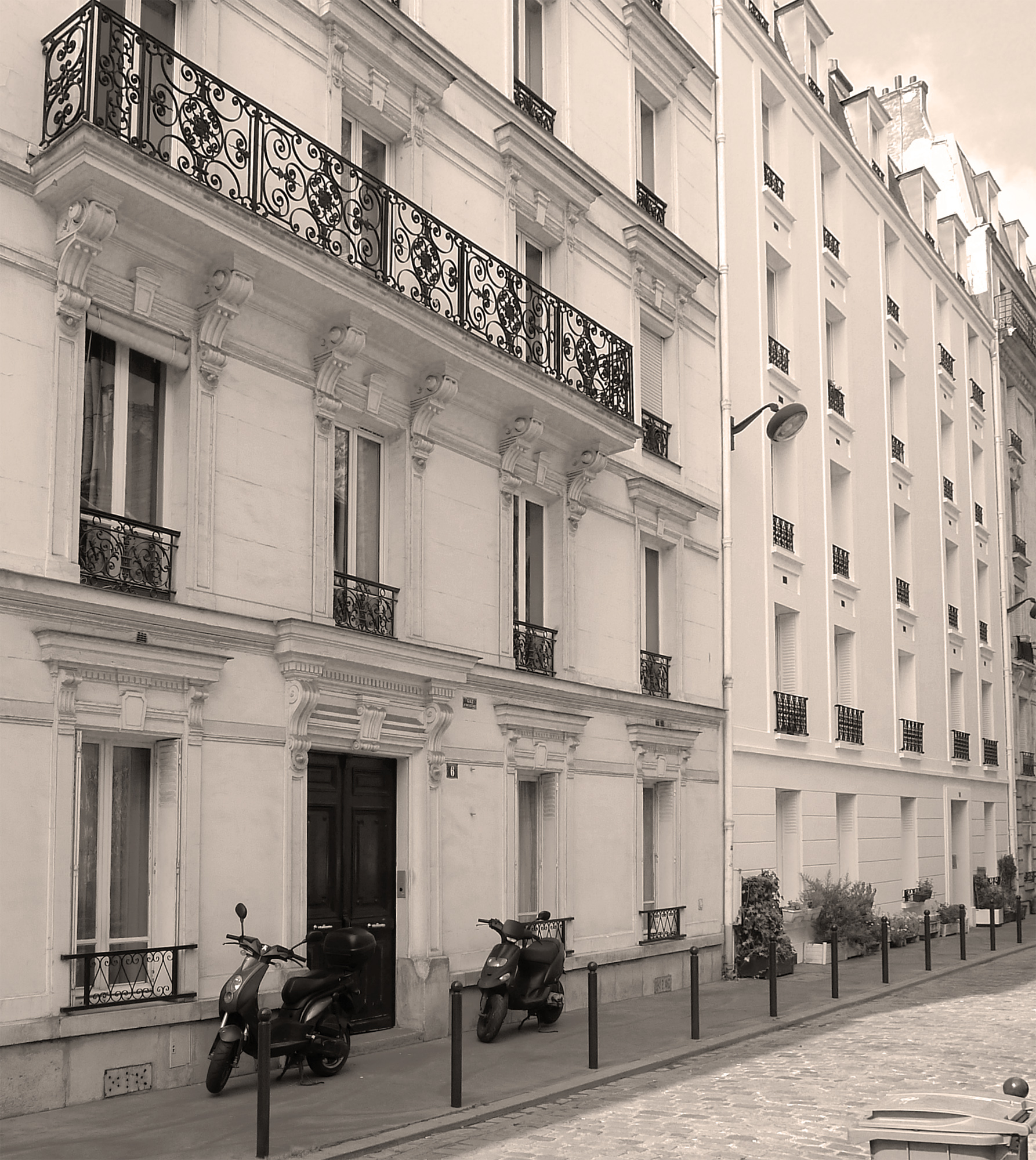
Immeubles.

## Origine du nom
La rue tire son nom de celui d'un propriétaire.

## Historique
La voie est ouverte sous le nom de « villa Guérin » avant de prendre sa dénomination actuelle.